# Vittorio Sereni
Pour les articles homonymes, voir Sereni.
Vittorio Sereni (né le 27 juillet 1913 à Luino et mort le 10 février 1983 à Milan) est un écrivain et poète italien du XXe siècle.

## Biographie
Vittorio Sereni a joué un grand rôle dans les Lettres italiennes en tant que directeur littéraire de la Mondadori dès 1958.
Parallèlement à ses propres compositions poétiques, Vittorio Sereni est aussi l'auteur de traductions de grands poètes. Son recueil Il musicante di Saint-Merry, qui regroupe des traductions de poèmes tirés d'E. Pound, Char, Williams, Frénaud, Apollinaire, Camus, Bandini et Corneille, a été récompensé en 1982 du prix Bagutta.
Sereni a également écrit dans diverses revues, telles que la revue catholique Frontespizio, la revue d'art figuratif et de littérature Paragone, ou encore la revue de philosophie phénoménologique Aut aut, ainsi que, sous le pseudonyme de Congini, dans le quotidien progressiste le Milano Sera. Il a dirigé quelque temps la revue Questo e altro. 

## Honneurs et récompenses
- Prix Antonio-Feltrinelli de poésie, en 1972[2] ;
- Prix Monselice, en 1976, pour Ritorno Sopramonte, traduction de Retour Amont de René Char
- Prix Bagutta, en 1982, pour le recueil de traductions de poésie Il musicante di Saint-Merry (1981) ;
- Prix Viareggio de poésie, en 1982, pour le recueil Stella variabile[3].
- Prix Mondello, en 1983, à titre d’hommage posthume[4].

## Œuvres
Poésie
- Frontiera, Edizione di Corrente, Milan, 1941 ; puis éd. augm. sous le titre Poesie, Vallecchi, Florence, 1942
- Diario d'Algeria, Vallecchi, Florence, 1944
- Una polvere d'anni di Milano, Maestri, Milan, 1954
- Non sanno d'essere morti, Brigadas liricas, San Rafael, 1955
- Frammenti di una sconfitta-Diario bolognese, Scheiwiller, Milan, 1957
- Appuntamento a ora insolita, par Vanni Scheiwiller (éd.), Allegretti di Campi, Milan, 1964
- Gli strumenti umani, Einaudi, Turin, 1965
- Lavori in corso, Scheiwiller, Milan, 1965
- Dodici poesie, Sommaruga, Vérone, 1966
- La guerra girata altrove, Editiones Dominicae, Vérone, 1969
- Addio Lugano bella, Edizioni dell'Upupa, Florence, 1971
- Da tanto mare, Galleria L'incontro, Milan, 1971
- Sei poesie, Milan, 1972
- Poesie scelte (1935-1965), par Lanfranco Caretti (éd.), Mondadori, Milan, 1973
- Toronto sabato sera, Edizioni per la Galleria Rizzardi, Milan, 1973
- Un posto di vacanza, Scheiwiller, Milan, 1974
- A Venezia con Biasion, Edizioni Ca' Spinello, Urbino, 1975
- Tre poesie per Niccolò Gallo, edizioni Galleria Pananti, Florence, 1977
- Nell'estate padana, La Spirale, Milan, 1978
- Rapsodia breve, introduction de Lento Goffi, Il Farfengo, Brescia, 1979
- Stella variabile, Amici del libro, Vérone, 1979
- Tutte le poesie, par Maria Teresa Sereni (éd.), préface de Dante Isella, Garzanti, Milan, 1986
- Il grande amico : poesie 1935-1981, introduction de Gilberto Lonardi, commentaire de Luca Lenzini, Rizzoli, Milan, 1990
- Poesie. Un'antologia per la scuola, par Dante Isella et Clelia Martignoni (éd.), Nastro & Nastro, Luino, 1993
- Poesie, édition critique par Dante Isella, Mondadori, Milan, 1995

Prose
- Gli immediati dintorni, Il Saggiatore, Milan, 1962
- L'opzione, Scheiwiller, Milan, 1964
- Ventisei, Edizioni dell'Aldina, Rome, 1970
- Letture preliminari, Liviana, Padoue 1973
- Il sabato tedesco, Il Saggiatore, Milan, 1983
- La traversata di Milano, in Poesia Uno, Guanda, Milan, 1980
- Gli immediati dintorni primi e secondi, Il Saggiatore, Milan, 1983
- Senza l'onore delle armi, Scheiwiller, Milan, 1986
- Sentieri di gloria, Mondadori, Milan, 1995
- La tentazione della prosa, par Giulia Raboni (éd.), introduction de Giovanni Raboni, Mondadori, Milan, 1998
- Viaggio in Cina, par Emanuela Sartorelli (éd.), Via del vento, Pistoia, 2004

Traductions
- Julien Green, Leviatan, Mondadori, Milan, 1947
- Paul Valéry, Eupalinos, L'anima e la danza, Dialogo dell'albero, Mondadori, Milan, 1947
- William Carlos Williams, Poesie, Edizioni del Triangolo, Milano 1957; Einaudi, Turin, 1961
- René Char, Fogli d'Ipnos, Einaudi, Turin, 1968
- René Char, Ritorno sopramonte e altre poesie, Mondadori, Milano 1974
- Guillaume Apollinaire, Eravamo da poco intanto nati, Vanni Scheiwiller, Milan, 1980
- Il musicante di Saint-Merry e altri versi tradotti, Einaudi, Turin, 1981
- Paul Valéry, Tre dialoghi, Einaudi, Turin, 1990

## Œuvres traduites en français
- Étoile variable, trad. de Philippe Renard et Bernard Simeone, préface de Franco Fortini, Verdier, Lagrasse, 1987 [éd. bilingue]
- Madrigal à Nefertiti et autres poèmes, trad. de Jean-Charles Vegliante, Le Caire, Éd. de la rue Champollion, 1987 [éd. bilingue]
- Les instruments humains, précédé de Journal d'Algérie : poèmes, trad. de Philippe Renard et Bernard Simeone, préface de Bernard Simeone, postface de Philippe Renard, Lagrasse, Verdier, 1991  [éd. bilingue]

## Correspondance
- Lettere 1946-1980, correspondance avec Piero Chiara, par Federico Roncoroni (éd.), G. et M. Benincasa, Rome, 1993
- Una lunga amicizia : lettere 1938-1982, correspondance avec Attilio Bertolucci, par Gabriella Palli Baroni (éd.), préface de Giovanni Raboni, Garzanti, Milan, 1994
- La giovinezza che non trova scampo : poesie e lettere degli anni trenta, correspondance avec Antonia Pozzi, par Alessandra Cenni (éd.), Scheiwiller, Milan, 1995
- Un tacito mistero : il carteggio Vittorio Sereni-Alessandro Parronchi (1941-1982), par Barbara Colli et Giulia Raboni (éd.), préface de Giovanni Raboni, Feltrinelli, Milan, 2004
- Lettere in Gian Carlo Ferretti, Poeta e di poeti funzionario : il lavoro editoriale di Vittorio Sereni, Il Saggiatore, Milan, 1999
- Miei cari tutti quanti... : carteggio di Vittorio Sereni con Ferruccio Benzoni e gli amici di Cesenatico, par Dante Isella, San Marco dei Giustiniani, Gênes, 2004
- Il cerchio imperfetto : lettere 1946-1954, correspondance avec Umberto Saba, par Cecilia Gibellini (éd.), Rosellina Archinto, Milan, 2010
- Occasioni di lettura : le relazioni editoriali inedite (1948-1958), par Francesca D'Alessandro (éd.), Nino Aragno Editore, Turin, 2011

### Notices d'autorité
- Notices d'autorité :   - VIAF
  - ISNI
  - BnF (données)
  - IdRef
  - LCCN
  - GND
  - Italie
  - CiNii
  - Espagne
  - Pays-Bas
  - Pologne
  - Israël
  - NUKAT
  - Catalogne
  - Vatican
  - Australie
  - Norvège
  - Croatie
  - WorldCat